# Nocturno der Liebe
Nocturno der Liebe è un film muto del 1919 diretto da Carl Boese. Di taglio biografico, la pellicola ha come protagonista i personaggi di Frederic Chopin e di George Sand, interpretati rispettivamente da Conrad Veidt ed Erna Denera.

## Produzione
Il film - girato con il titolo di lavorazione Chopin - fu prodotto dalla Nivelli-Film-Fabrikation di Berlino.

## Distribuzione
Nel gennaio 1919, il film venne presentato alla stampa. Il visto di censura (No. 42747) ne proibiva la visione ai minori.